# Habenaria davidii
Habenaria davidii är en orkidéart som beskrevs av Adrien René Franchet. Habenaria davidii ingår i släktet Habenaria och familjen orkidéer. Inga underarter finns listade i Catalogue of Life.